# Marie Seebach

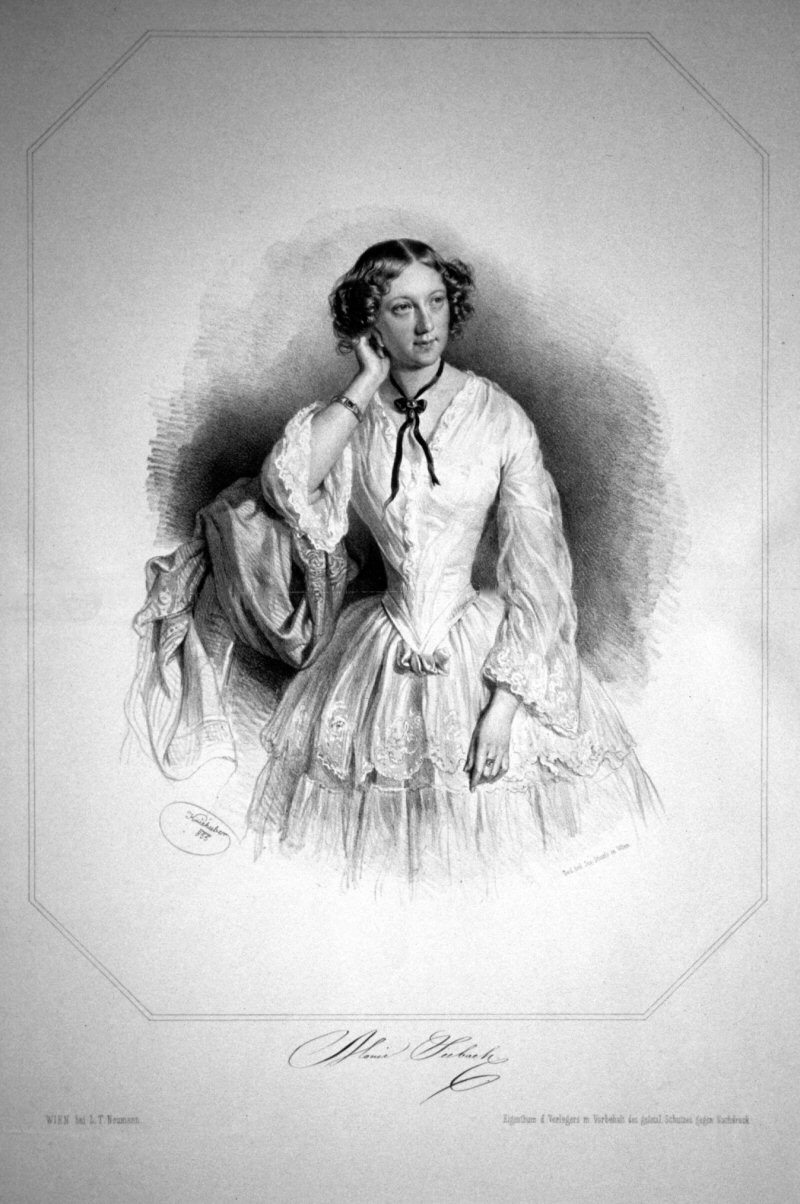
Marie Seebach, Lithographie von Joseph Kriehuber, 1855

Marie Seebach (anonymer Holzstich, publ. 1899)

Marie Seebach (* 24. Februarjul. / 8. März 1829greg. in Riga; † 3. August 1897 in St. Moritz) war eine deutsche Schauspielerin und Opernsängerin.

## Leben und Wirken
Seebach stammte aus einer Künstlerfamilie. Ihre Eltern waren der Schauspieler Wilhelm Friedrich Seebach (1798–1863) und dessen Ehefrau die Sängerin und Schauspielerin Theona Blumauer († 1837). Ihre Schwester Wilhelmine (1832–1911) war ebenfalls Sängerin und Schauspielerin.
Sie debütierte bereits als Kind in verschiedenen Rollen. Sie wurde 1850 eine der ersten Schülerinnen am Musikkonservatorium zu Köln, um sich zur Opernsängerin auszubilden. Trotz einiger Erfolge wechselte Seebach später zum Schauspiel und wirkte an den Theatern von Lübeck, Danzig und Kassel mit Erfolg als Soubrette.
Seebach wurde an das Thalia Theater nach Hamburg engagiert, wo sie nach einer kurzen Probezeit bereits das Gretchen spielte. Nach einem erfolgreichen Gastspiel in Wien wurde sie von Intendant Franz von Dingelstedt nach München verpflichtet, wo sie 1854 am Gesamtschauspiel Dingelstedts mitbeteiligt war. Ihr Können besonders in tragischen Rollen brachte Seebach die Möglichkeiten zu mehreren Gastspielen ein; u. a. im Wiener Burgtheater und dem Meininger Hoftheater.
1859 gastierte Seebach am Stadttheater in Hannover und heiratete dort den Opernsänger Albert Niemann. Mit ihm ging sie 1866 nach Berlin. Die Ehe wurde bald wieder geschieden. Seebach unternahm in den folgenden Jahren mehrere ausgedehnte Tourneen; u. a. nach Sankt Petersburg (1868) und Amsterdam (1869). Nach dem Krieg von 1870 führte sie 1871 eine Gastspielreise durch die USA.
Nach weiteren Auftritten im Ausland wurde Seebach 1886 Mitglied des Ensembles des königlichen Schauspielhauses in Berlin. Mit etwa 60 Jahren zog sie sich ins Privatleben zurück und ließ sich in St. Moritz nieder. Dort starb sie dann im Alter von 68 Jahren am 3. August 1897.
Als ihr Sohn Oscar, ein Sänger, Maler und Komponist, 1893 mit nur 32 Jahren starb, stiftete sie im Jahre 1895 in Weimar ein Heim für hilfsbedürftige Bühnenkünstler, das sie bis zu ihrem Tode leitete. Bekannt ist dieses als Marie-Seebach-Stift. Während der NS-Zeit hieß dieses Emmy-Göring-Stift, benannt nach Emmy Göring, der Frau von Hermann Göring. Dieses befindet sich an der Tiefurter Allee in der Parkvorstadt. Das davor befindliche Marie-Seebach-Denkmal schuf 1895 Reinhold Begas.

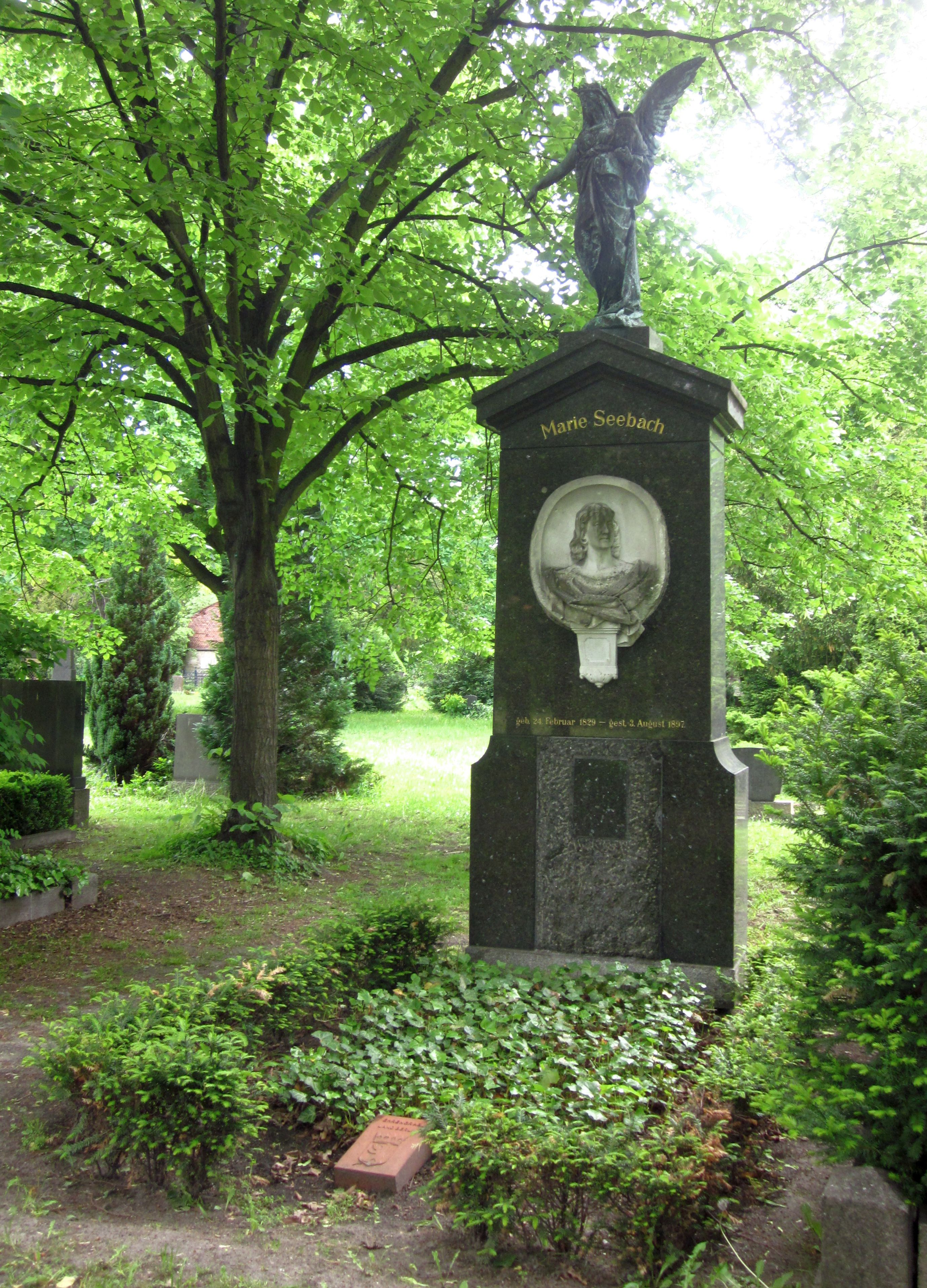
Grab von Marie Seebach

Marie und Oscar Seebach wurden auf dem Friedhof II der Dreifaltigkeitsgemeinde an der Bergmannstraße in Berlin-Kreuzberg beigesetzt. Das Grabdenkmal trägt ein von Carl Hans Bernewitz geschaffenes Porträtrelieftondo der Seebach. Das Grab war von 1992 bis 2014 als Ehrengrab des Landes Berlin gewidmet.

## Wichtige Rollen
- Gretchen (Faust I von Johann Wolfgang von Goethe)
- Klärchen (Egmont von Johann Wolfgang von Goethe)
- Ophelia (Hamlet von William Shakespeare)